# Jacek Podgórski
Jacek Podgórski (Człuchów, 1996. június 23. –) lengyel labdarúgó, a Korona Kielce csatárja.

## Pályafutása
Podgórski a lengyelországi Człuchów városában született. Az ifjúsági pályafutását a Chojniczanka Chojnice akadémiájánál kezdte.
2013-ban mutatkozott be a Chojniczanka Chojnice felnőtt keretében. 2014-ben a Koral Debnica, míg 2015-ben az Unia Solec csapatát erősítette kölcsönben. 2020. augusztus 11-én négyéves szerződést kötött a másodosztályban szereplő Korona Kielce együttesével. Először a 2020. augusztus 30-ai, Chrobry Głogów ellen 1–1-es döntetlennel zárult mérkőzés 75. percében, Wiktor Długosz cseréjeként lépett pályára. Első gólját 2020. november 21-én, a GKS Bełchatów ellen idegenben 1–0-ra megnyert találkozón szerezte meg. A 2021–22-es szezonban feljutottak az Ekstraklasába.

## Statisztikák
2023. január 29. szerint
| Klub          | Szezon   | Osztály     | Bajnokság | Bajnokság | Kupa és Ligakupa | Kupa és Ligakupa | Nemzetközi | Nemzetközi | Összesen | Összesen |
| Klub          | Szezon   | Osztály     | Meccs     | Gól       | Meccs            | Gól              | Meccs      | Gól        | Meccs    | Gól      |
| ------------- | -------- | ----------- | --------- | --------- | ---------------- | ---------------- | ---------- | ---------- | -------- | -------- |
| Korona Kielce | 2020–21  | I Liga      | 33        | 6         | 1                | 0                | —          | —          | 34       | 6        |
| Korona Kielce | 2021–22  | I Liga      | 35        | 8         | 3                | 1                | —          | —          | 38       | 9        |
| Korona Kielce | 2022–23  | Ekstraklasa | 16        | 1         | 1                | 0                | —          | —          | 17       | 1        |
| Összesen      | Összesen | Összesen    | 84        | 15        | 5                | 1                | 0          | 0          | 89       | 16       |